# Vanduser (Misuri)
Vanduser es una villa ubicada en el condado de Scott en el estado estadounidense de Misuri. En el Censo de 2010 tenía una población de 267 habitantes y una densidad poblacional de 805,38 personas por km².

## Geografía
Vanduser se encuentra ubicada en las coordenadas 36°59′28″N 89°41′12″O / 36.99111, -89.68667. Según la Oficina del Censo de los Estados Unidos, Vanduser tiene una superficie total de 0.33 km², de la cual 0.33 km² corresponden a tierra firme y (0%) 0 km² es agua.

## Demografía
Según el censo de 2010, había 267 personas residiendo en Vanduser. La densidad de población era de 805,38 hab./km². De los 267 habitantes, Vanduser estaba compuesto por el 91.01% blancos, el 3% eran afroamericanos, el 0.37% eran amerindios, el 0% eran asiáticos, el 0% eran isleños del Pacífico, el 2.25% eran de otras razas y el 3.37% pertenecían a dos o más razas. Del total de la población el 3.37% eran hispanos o latinos de cualquier raza.